# Tren Alcoi-Gandia

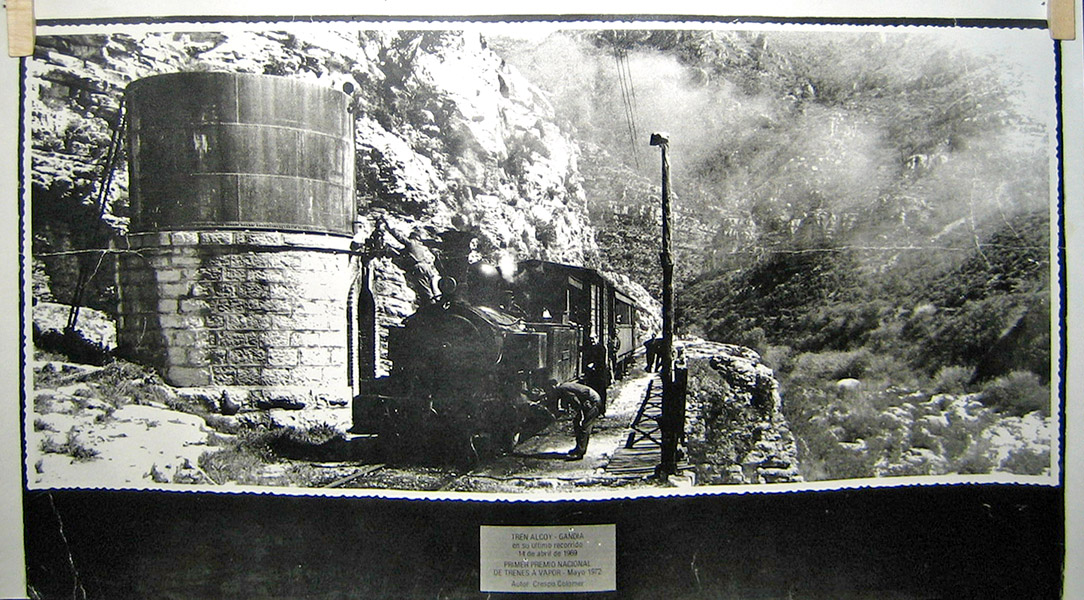
Últim viatge del Xitxarra.

El tren Alcoi-Gandia va ser una línia en funcionament des de 1892 fins a 1969. També va ser conegut pels valencians, com el Xitxarra, pel soroll que feia quan estava en marxa. La companyia de ferrocarril explotadora de la línia Alcoi al port de Gandia va ser fundada el 1882 amb el nom Alcoy and Gandia Railway and Harbour Company Limited. Els treballs de construcció de la línia, que van durar al voltant de dos anys van ser dirigits per la companyia anglesa Lucien Ravel and Company. El viatge inaugural va tindre lloc el 18 de juliol de 1892. Va funcionar des del 24 de gener de 1893. El 1965 va passar a dependre dels Ferrocarrils Espanyols de Via Estreta (FEVE) fins al 15 d'abril de 1969 en la qual circulà l'últim tren.
La línia tenia connexions amb la companyia de Ferrocarrils Econòmics de Villena a Alcoi i Iecla (VAY), compartint material i instal·lacions, segons un contracte signat el 13 d'octubre de 1908. A l'estació de Gandia s'enllaçava amb el ferrocarril Carcaixent-Dénia. La longitud total de la línia era de 53.355 m, amb un desnivell de 530 m entre Gandia i Alcoi. Les estacions estaven situades a les poblacions d'Alcoi, Cocentaina, Muro d'Alcoi, Gaianes, Beniarrés, l'Orxa, Vilallonga, Potries, Beniarjó, Almoines, Gandia i al port de Gandia.
El material rodant estava format per 8 locomotores de vapor tipus 1-3-1 fabricades a Manchester per l'empresa Beyer & Peacock entre 1890 i 1891, batejades amb els noms de les poblacions que travessava la línia. En l'actualitat es conserven la locomotora núm.2 "Vilallonga", situada al parc Al-Azraq d'Alcoi, on es trobava l'estació terminal de la línia i la locomotora n. º 7, "Cocentaina", al Parc de l'Estació de Gandia, al costat de l'actual estació Gandia Viatgers d'Adif i l'estació d'autobusos de Gandia. Es conserven algunes estacions del recorregut, com les de Gandia, Almoines, Beniarjó o l'Orxa. A la d'Almoines existix un museu sobre la línia, gestionat per l'Associació d'amics del ferrocarril, l'Associació Tren Alcoi-Gandia. Passava per 12 estacions i al principi el principal objectiu era transportar carbó però després va canviar a transportar mercancia, gent...

## Galeria

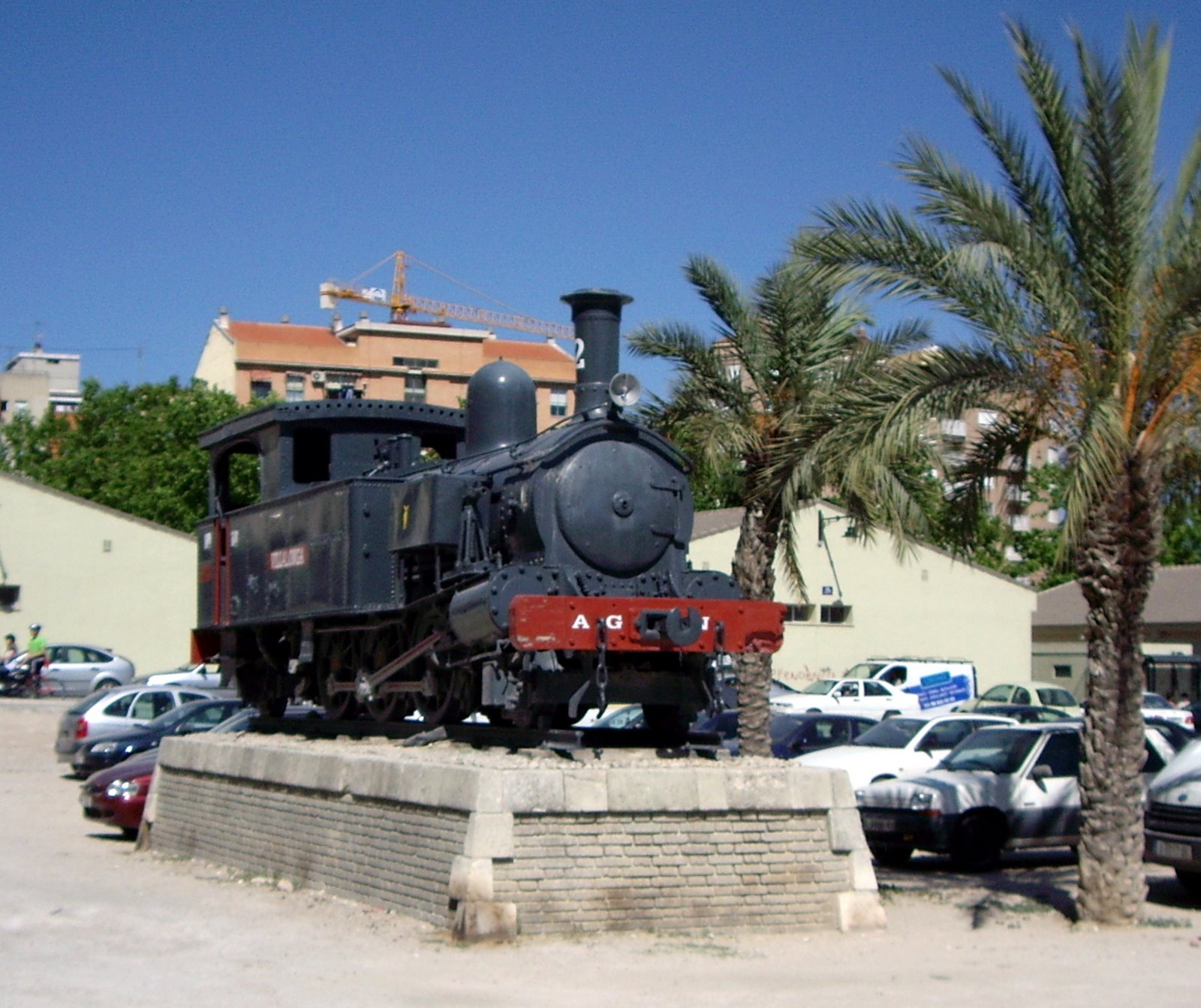
Locomotora 'Villalonga' del tren Xitxarra, Alcoi
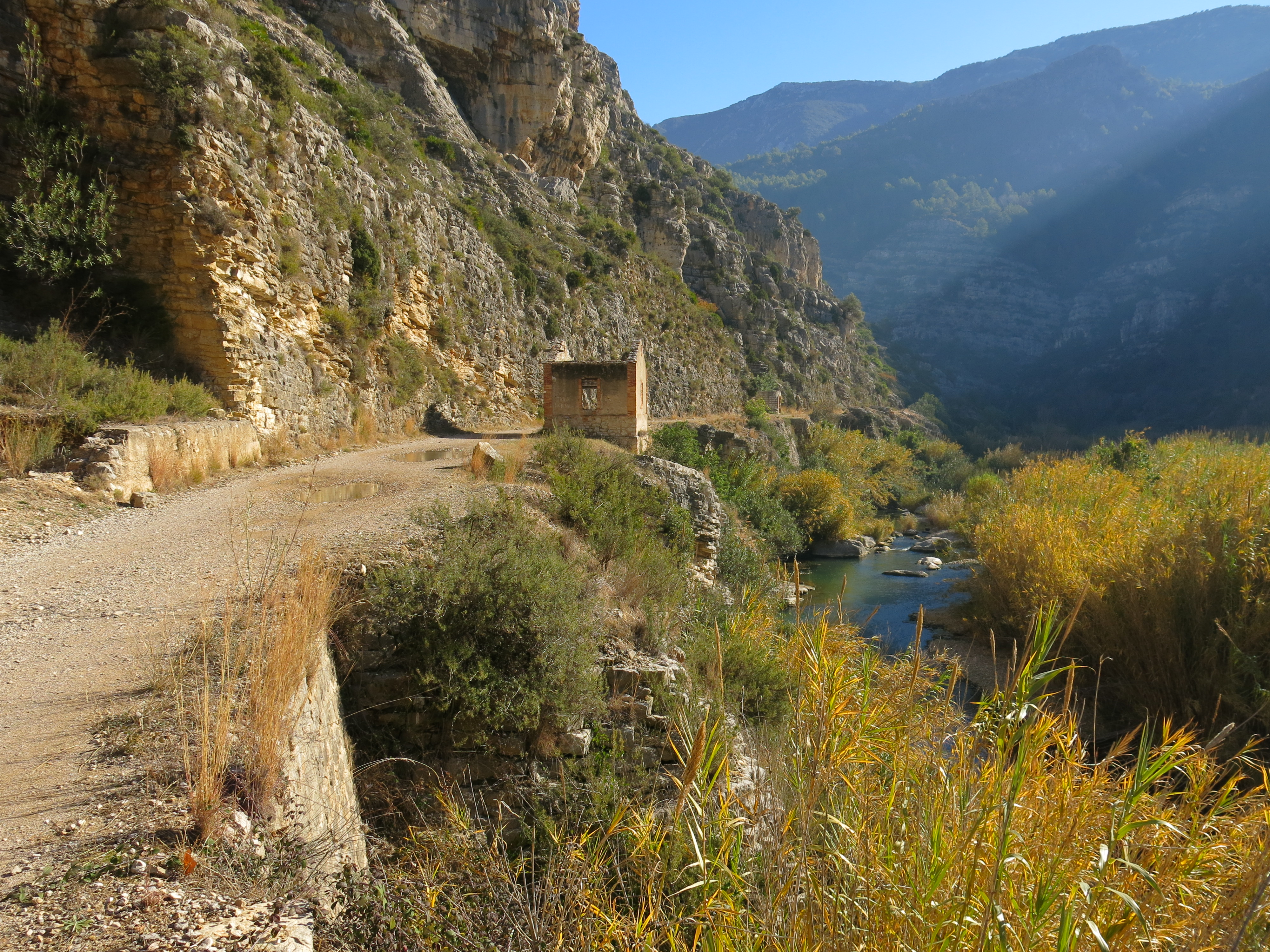
Actual via verda sobre la plataforma de l'antic ferrocarril d'Alcoi a Gandia.